# Willy Vassaux
Willy Vassaux, né le 29 octobre 1945 à Florennes (province de Namur), est un auteur de bande dessinée réaliste belge, également connu sous son nom complet Willy Harold Vassaux ou sous le nom de plume Willy Harold Williamson.

## Biographie

### Jeunesse et formation
Willy Vassaux naît le 29 octobre 1945 à Florennes,. Il est le fils d'un aviateur américain Lanier Howard Williamson Junior qui a servi en Europe pendant la Seconde Guerre mondiale dans la Ninth Air Force. Il suit les cours de l'athénée royal de Florennes puis ceux de l'académie des beaux-arts de Namur. 
Il passe son certificat d'aptitude pédagogique devant le jury central. Il est breveté moniteur Adeps en ski alpin. Il effectue son service militaire comme officier de réserve.

### Début de carrière
Il se lance d'abord comme dessinateur publicitaire. Il devient ensuite professeur de dessin de 1975 à 1994 où il enseigne la peinture, sculpture, céramique et le vitrail notamment.
Il commence en bande dessinée par dessiner des histoires authentiques sur des scénarios d'Yves Duval dans Tintin dès 1976,.
Pilote lui-même, Vassaux réalise plusieurs albums sur l'offensive des Ardennes pendant la Seconde Guerre mondiale, dont NUTS ! - Bastogne (Lombard, 1984) et La Riposte (Hélyode, 1991), toutes deux écrites par Pierre Lepage et paraissant sous le titre de série La Bataille des Ardennes,. En 2004, Loup publie un troisième opus sur ce sujet, 20 ans en 45 en Normandie, dont Vassaux a également écrit le scénario. Entre 1986 et 1997, il réalise également quatre albums dans la série historique Le Templier de Notre-Dame, aux éditions Dargaud et Dervy (les deux premiers livres sont scénarisés par Christian Piscaglia). Pour Hélyode, il dessine deux albums de la série Les Colonnes de Salomon, écrits conjointement par Jean-Marie Parent et Roger Facon (1991, 1995).
De plus, il réalise des one shots comme L'Histoire secrète de l'Ordre du Temple (Soleil, 1990), Nicolas Flamel - Les Philosophes par le feu (scénario J.M. Parent, Soleil, 1990), Tempête du Désert (Hélyode, 1991), Le Prix de la Liberté (avec Jules Metz, Labor, 1993) et Le Luxembourg au Tour de France (Casterman, 2002).
En 2008, il produit Beijing 2008 La Grande Aventure olympique, la première bande dessinée olympique officiellement approuvée par le CIO et le Beijing Organizing Committee for the Olympic Games (en),.
Il dessine, en 2013, le biopic Carl Benz - Une vie pour l'automobile sur Carl Benz, fondateur de la marque automobile Mercedes-Benz.
Willy Harold Vassaux a en outre travaillé comme illustrateur de livres, et a collaboré à plusieurs productions télévisées pour la société de radiodiffusion belge RTBF entre 1982 et 1987.

## Œuvres

### Albums de bande dessinée
- Nuts ! Bastogne La Bataille des Ardennes[8], Le Lombard, coll. « Histoires de l'histoire », Bruxelles, juin 1984
Scénario : Pierre Lepage - Dessin : Willy Vassaux - Couleurs : Vittorio Leonardo -  (ISBN 2-8036-0475-2),réédition L'Offensive[14], Hélyode, coll. « Les compagnons de l'aventure », 1991  (ISBN 2-87353-006-5).
- 1. Histoire secrète de l'ordre du temple, Soleil, Toulon, janvier 1990
Scénario : Jean D'Héliopolis - Dessin : Willy Vassaux - Couleurs : quadrichromie -  (ISBN 2-87764-022-1)
- 1. Les Philosophes par le feu, Soleil, Toulon, avril 1990
Scénario : Jean-Marie Parent, Roger Facon - Dessin : Willy Vassaux - Couleurs : quadrichromie -  (ISBN 2-87764-018-3)
- À l'assaut des démocraties, Labor, coll. « Le prix de la liberté », mars 1993
Scénario : Jules Metz - Dessin : Willy Vassaux - Couleurs : Catherine Lamquet -  (ISBN 2-8040-0874-6)
- Tous à l'Euro 2000, Imprimerie provinciale du Hainaut Éditions, Jumet, mai 2000
Scénario : Maurice Houssière - Dessin : Willy Vassaux - Couleurs : quadrichromie
- 20 ans en 45 en Normandie[8], Loup, novembre 2004
Scénario et dessin : Willy Vassaux - Couleurs : quadrichromie -  (ISBN 979-27-50000-08-9)

Le Templier de Notre-Dame
- 1. L'Envoûtement, Dargaud, Bruxelles, janvier 1986
Scénario : Christian Piscaglia - Dessin : Willy Vassaux - Couleurs : Bernadette Delwiche -  (ISBN 2-87129-004-0)
- 2. La Nuit du Golem, Dargaud, Bruxelles, janvier 1987
Scénario : Christian Piscaglia - Dessin : Willy Vassaux - Couleurs : Studio Leonardo -  (ISBN 2-87129-017-2)
- 3. Le Grand Secret, Dervy, janvier 1997
Scénario et dessin : Willy Vassaux - Couleurs : Véronique Grobet -  (ISBN 2-85076-854-5)
- 4. Croisade contre les Cathares[15], Dervy, septembre 1997
Scénario : Willy Vassaux, Christian Piscaglia - Dessin : Willy Vassaux - Couleurs : Véronique Grobet -  (ISBN 2-85076-921-5)

Les Colonnes de Salomon
- 1. Hiram[16], Hélyode, Bruxelles, mars 1991
Scénario : Jean-Marie Parent, Roger Facon - Dessin : Willy Vassaux - Couleurs : quadrichromie -  (ISBN 2-87353-002-2)
- 2. La Mort d'Hiram, Hélyode, Bruxelles, mars 1995
Scénario : Jean-Marie Parent, Roger Facon - Dessin : Willy Vassaux - Couleurs : quadrichromie -  (ISBN 2-930103-00-0)

#### Willy Harold Williamson
- Carl Benz, Sadifa Media Verlags, février 2013
Scénario : Martin Grünewald  - Dessin : Willy Harold Williamson - Couleurs : Paolo Francescutto -  (ISBN 9783887864941)
- 6. L'Arc de Triomphe - Flamme de la nation, Éditions du Signe, coll. « Des Monuments - des Hommes », Strasbourg, 15 avril 2013
Scénario : Guy Lehideux - Dessin : Willy Harold Williamson - Couleurs : Sourya -  (ISBN 978-2-7468-2940-4)

- De fer et de sang[17], TJ Éditions, coll. « History », Gerpinnes, 1er avril 2015
Scénario : Jean-Claude Bourret - Dessin : Willy Harold Williamson - Couleurs : Ingrid De Vuyst -  (ISBN 9782930743134)

- 1. 1877-1918 - Inventeur de génie et artisan de la Victoire, Éditions du Triomphe, coll. « Le Vent de l'Histoire », 2 août 2018
Scénario : Patrick Deschamps  - Dessin : Willy Harold Williamson - Couleurs : quadrichromie -  (ISBN 9782843785702)
- Le Royal Étranger, Éditions du Triomphe, coll. « Le Vent de l'Histoire », Paris, 26 mai 2021
Scénario : Patrick de Gmeline - Dessin : Willy Harold Williamson - Couleurs : Studio Leonardo -  (ISBN 9782843786723)

### Illustrations
- 300.000 tonnes de brut pour Rotterdam, textes de Christian Piscaglia, Willy Vassaux (ill.), Hachette, coll. « Bibliothèque verte », 1981  (ISBN 2-01-007124-7).
- La Flamme sous l'Arc de Triomphe : Flamme de la Nation, textes de Anne-Marie Balenbois, Willy-Harold Vassaux (Illustrations), Nane Éditions, coll. « Les collections du citoyen : histoire », Paris, 2015  (ISBN 978-2-84368-145-5).

#### Livres
: document utilisé comme source pour la rédaction de cet article.
- Henri Filippini, « Vassaux, Willy », dans Dictionnaire de la bande dessinée, Paris, Bordas, 1989, 731 p., ill. ; 27 cm (ISBN 2-04-018455-4, OCLC 1244909550, BNF 35065653, présentation en ligne), p. 684. .
- Jean-Louis Lechat, Un demi-siècle d’aventures t. 2 : 1970 - 1996, Bruxelles, Le Lombard, 5 décembre 1996, 224 p., ill. ; 31 cm (ISBN 280361233X, OCLC 37995939, BNF 37539082, présentation en ligne), p. 50, 55, 114. .
- Jean Pirotte (dir.) et Luc Courtois, Du régional à l'universel. : L'imaginaire wallon dans la bande dessinée., Louvain-la-Neuve, Fondation wallonne Pierre-Marie et Jean-François Humblet, 1999, 310 p. (ISBN 978-2-9600072-3-7 et 2960007239, OCLC 1075833932), p. 255.  lire sur Google Livres.
- Jacques Fiérain, « Vassaux, Willy », dans La BD dans les provinces de Liège, Namur et Luxembourg, Charleroi, Éd. l'Âge d'or, 2004, 112 p., ill. ; 31 cm (ISBN 9782960019698, OCLC 470388297, présentation en ligne), p. 104.

#### Périodiques
- Patrick Gringoire, « Dossiers L - Willy Vassaux », Service du Livre Luxembourgeois, Province de Luxembourg,‎ 1992 (ISSN 0772-0742, lire en ligne [PDF], consulté le 3 septembre 2024).

#### Articles
- Georges Van Den Ende, « Deux BD de Willy Vassaux en primeur à Bastogne », L'Avenir,‎ 5 juillet 2008 (lire en ligne , consulté le 20 juin 2023)
- « Nuit du livre, expo et feu d'artifice samedi », L'Avenir,‎ 5 août 2010 (lire en ligne , consulté le 21 juin 2023)
- Willy Vassaux (interviewé par Charles-Louis Detournay), « Willy Vassaux : « Je désire transmettre les traditions initiatiques » », ActuaBD,‎ 1er février 2010 (lire en ligne, consulté le 20 juin 2023).